# Viercontinentenkampioenschap kunstschaatsen 2013
Het Viercontinentenkampioenschap is een jaarlijks terugkerend evenement in het kunstschaatsen dat georganiseerd wordt door de Internationale Schaatsunie (ISU) voor deelnemers uit landen buiten Europa, namelijk van de vier continenten Afrika, Amerika, Azië en Oceanië.
De editie van 2013 was het vijftiende "4CK" dat werd georganiseerd. De wedstrijden vonden plaats van 8 tot en met 10 februari in Osaka, Japan. Het was de tweede keer dat dit evenement in Japan plaatsvond, in 2000 was Osaka ook gaststad voor deze kampioenschappen.
Medailles waren er te verdienen in de traditionele onderdelen: mannen individueel, vrouwen individueel, paarrijden en ijsdansen.
| Programma | Programma          | Programma           | Programma          | Programma           | Programma           | Programma |
| --------- | ------------------ | ------------------- | ------------------ | ------------------- | ------------------- | --------- |
|           | vrijdag 8 februari | zaterdag 9 februari | zondag 10 februari | maandag 11 februari | maandag 11 februari |           |
| Mannen    | korte kür          | vrije kür           |                    | Gala                |                     |           |
| Vrouwen   |                    | korte kür           | vrije kür          | Gala                |                     |           |
| Paren     | korte kür          |                     | vrije kür          | Gala                |                     |           |
| IJsdansen | korte kür          |                     | vrije kür          | Gala                |                     |           |

## Deelnemende landen
Alle ISU-leden uit Afrika, Amerika, Azië en Oceanië hadden het recht om maximaal drie startplaatsen per categorie in te vullen. Deze regel is afwijkend ten opzichte van de overige ISU kampioenschappen waarbij extra startplaatsen kunnen worden verdiend door de prestaties van de deelnemers in het voorgaande jaar.
Dertien landen schreven dit jaar deelnemers in voor dit toernooi. Zij vulden het aantal van 64 startplaatsen in. Canada en de Verenigde Staten vulden ieder de maximale mogelijkheid van twaalf startplaatsen in. India vaardigde, na de deelname in 2007, voor de tweedemaal iemand af. Ten opzichtig van de editie van 2012 ontbraken Brazilië, Puerto Rico, Singapore en Thailand.
(Tussen haakjes het aantal startplaatsen; respectievelijk: mannen, vrouwen, paren, ijsdansen)
| Canada (3-3-3-3) Verenigde Staten (3-3-3-3) Japan (3-3-0-3) China (3-2-2-1) | Australië (2-2-0-1) Zuid-Korea (3-1-0-0) Filipijnen (2-1-0-0) | Taiwan (1-2-0-0) Kazachstan (0-2-0-0) Mexico (0-1-0-1) | Oezbekistan (1-0-0-1) India (0-1-0-0) Zuid-Afrika (0-1-0-0) |

## Medailleverdeling
Bij de mannen won Kevin Reynolds bij zijn vierde deelname voor de eerste keer de titel, in 2010 werd hij derde. Het was de zesde Canadese titel, Elvis Stojko (2000), Jeffrey Buttle (2002, 2004) en Patrick Chan (2009, 2012) veroverden de andere vijf. De Japanner Yuzuru Hanyu nam bij zijn tweede deelname ook voor de tweede keer plaats op het erepodium, in 2011 werd hij ook tweede. De Chinese debutant Yan Han werd derde.
Bij de vrouwen namen voor de tweede keer drie vrouwen uit hetzelfde land op het erepodium plaats; net als in 2003 uit Japan. Mao Asada veroverde, na 2008 en 2010, haar derde titel. Het was bij haar zesde deelname ook haar zesde medaille, in 2009 werd ze derde, in 2011 en 2012 tweede. Voor Japan was het de achtste titel, Fumie Suguri (2001, 2003 en 2005), Yukina Ota (2004) en Miki Ando (2011) veroverden de andere vijf. Bij haar vierde deelname eindigde Akiko Suzuki, net als in 2010, op de tweede plaats. Bij haar tweede deelname eindigde Kanako Murakami op plaats drie.
Bij de paren behaalde het paar Meagan Duhamel / Eric Radford de titel. Het was de derde titel voor Canada. Het paar Jamie Salé / David Pelletier behaalden in 2000 en 2001 de twee eerdere titels. Voor Radford was het zijn tweede medaille, in 2011 veroverde hij ook met Duhamel zilver. Voor Duhamel was het haar derde medaille, in 2010 won ze ook nog brons met Craig Buntin als partner. Hun landgenoten Kirsten Moore-Towers / Dylan Moscovitch veroverden met de tweede plaats hun eerste medaille. Het Amerikaanse paar Marissa Castelli / Simon Shnapir op plaats drie behaalde eveneens hun eerste medaille.
Bij het ijsdansen stonden net als bij de vorige veertien edities enkel Amerikanen en Canadezen op het erepodium. Het paar Meryl Davis / Charlie White behaalden na 2009 en 2011 hun derde titel. Het was hun vijfde medaille, in 2008 en 2012 werden ze tweede. Het was de achtste titel voor de Verenigde Staten. De paren Naomi Lang / Peter Tchernyshev (2000, 2001) en Tanith Belbin / Benjamin Agosto (2004, 2005, 2006) veroverde de vijf andere titels. Het Canadese paar Tessa Virtue / Scott Moir op plaats twee behaalden hun zesde medaille, in 2006 en 2007 werden ze derde, in 2009 ook tweede en in 2008 en 2012 behaalden ze de titel. Het Amerikaanse paar Madison Chock / Evan Bates op plaats drie behaalde hun eerste medaille.
| Onderdeel | Goud                          | Zilver                                  | Brons                            |
| --------- | ----------------------------- | --------------------------------------- | -------------------------------- |
| Mannen    | Kevin Reynolds                | Yuzuru Hanyu                            | Yan Han                          |
| Vrouwen   | Mao Asada                     | Akiko Suzuki                            | Kanako Murakami                  |
| Paren     | Meagan Duhamel / Eric Radford | Kirsten Moore-Towers / Dylan Moscovitch | Marissa Castelli / Simon Shnapir |
| IJsdansen | Meryl Davis / Charlie White   | Tessa Virtue / Scott Moir               | Madison Chock / Evan Bates       |

## Uitslagen
| #      | naam (deelname)            | land                      | punten | korte kür  | vrije kür   |
| ------ | -------------------------- | ------------------------- | ------ | ---------- | ----------- |
| Goud   | Kevin Reynolds (4)         | Vlag van Canada           | 250.55 | 78.34 (6)  | 172.21 (1)  |
| Zilver | Yuzuru Hanyu (2)           | Vlag van Japan            | 246.38 | 87.65 (1)  | 158.73 (3)  |
| Brons  | Yan Han                    | Vlag van China            | 235.22 | 85.08 (2)  | 150.14 (5)  |
| 04     | Max Aaron                  | Vlag van Verenigde Staten | 234.65 | 72.46 (10) | 162.19 (2)  |
| 05     | Richard Dornbush (2)       | Vlag van Verenigde Staten | 234.04 | 83.01 (3)  | 151.03 (4)  |
| 06     | Song Nan (4)               | Vlag van China            | 228.46 | 81.16 (5)  | 147.30 (6)  |
| 07     | Daisuke Takahashi (7)      | Vlag van Japan            | 222.77 | 82.62 (4)  | 140.15 (8)  |
| 08     | Takahito Mura              | Vlag van Japan            | 218.08 | 78.03 (8)  | 140.05 (9)  |
| 09     | Ross Miner                 | Vlag van Verenigde Staten | 214.36 | 74.01 (9)  | 140.35 (7)  |
| 10     | Andrei Rogozine            | Vlag van Canada           | 201.99 | 70.58 (11) | 131.41 (11) |
| 11     | Misha Ge (3)               | Vlag van Oezbekistan      | 201.71 | 70.26 (12) | 131.45 (10) |
| 12     | Denis Ten (4)              | Vlag van Kazachstan       | 197.26 | 78.05 7)   | 119.21 (17) |
| 13     | Wang Yi                    | Vlag van China            | 195.01 | 68.24 (13) | 126.77 (13) |
| 14     | Christopher Caluza (2)     | Vlag van Filipijnen       | 186.79 | 58.53 (16) | 128.26 (12) |
| 15     | Abzal Rakimgaliev (6)      | Vlag van Kazachstan       | 185.81 | 60.83 (15) | 124.98 (14) |
| 16     | Michael Christian Martinez | Vlag van Filipijnen       | 178.08 | 64.02 (14) | 113.46 (18) |
| 17     | Lee June-hyoung            | Vlag van Zuid-Korea       | 176.39 | 55.63 (18) | 120.76 (16) |
| 18     | Elladj Balde               | Vlag van Canada           | 176.33 | 51.91 (20) | 124.42 (15) |
| 19     | Kim Jin-seo                | Vlag van Zuid-Korea       | 171.01 | 58.04 (17) | 112.97 (19) |
| 20     | Kim Min-seok (5)           | Vlag van Zuid-Korea       | 137.63 | 51.43 (21) | 086.20 (20) |
| 21     | Brendan Kerry (3)          | Vlag van Australië        | 134.26 | 53.37 (19) | 080.89 (21) |
| 22     | Jordan Ju (3)              | Vlag van Taiwan           | 121.11 | 42.78 (22) | 078.33 (22) |
| 23     | David Kranjec              | Vlag van Australië        | 115.82 | 40.51 (23) | 075.31 (23) |

| #      | naam (deelname)     | land                      | punten | korte kür  | vrije kür   |
| ------ | ------------------- | ------------------------- | ------ | ---------- | ----------- |
| Goud   | Mao Asada (6)       | Vlag van Japan            | 205.45 | 74.49 (1)  | 130.96 (1)  |
| Zilver | Akiko Suzuki (5)    | Vlag van Japan            | 190.08 | 65.65 (2)  | 124.43 (2)  |
| Brons  | Kanako Murakami (2) | Vlag van Japan            | 181.03 | 64.04 (3)  | 116.99 (3)  |
| 04     | Christina Gao       | Vlag van Verenigde Staten | 176.28 | 62.34 (4)  | 113.94 (5)  |
| 05     | Zijun Li            | Vlag van China            | 170.42 | 54.51 (10) | 115.91 (4)  |
| 06     | Gracie Gold         | Vlag van Verenigde Staten | 166.66 | 60.36 (5)  | 106.30 (6)  |
| 07     | Kaetlyn Osmond      | Vlag van Canada           | 159.38 | 56.22 (8)  | 103.16 (7)  |
| 08     | Agnes Zawadski (2)  | Vlag van Verenigde Staten | 158.99 | 57.45 (7)  | 101.54 (8)  |
| 09     | Amelie Lacoste (6)  | Vlag van Canada           | 155.08 | 54.74 (9)  | 100.34 (9)  |
| 10     | Zhang Kexin (2)     | Vlag van China            | 148.34 | 57.56 (6)  | 090.78 (11) |
| 11     | Julianne Séguin     | Vlag van Canada           | 146.58 | 46.82 (12) | 099.76 (10) |
| 12     | Brooklee Han        | Vlag van Australië        | 134.90 | 48.54 (11) | 086.36 (12) |
| 13     | Reyna Hamuj (3)     | Vlag van Mexico           | 123.69 | 43.72 (14) | 079.97 (13) |
| 14     | Chantelle Kerry (2) | Vlag van Australië        | 118.11 | 43.93 (13) | 074.18 (14) |
| 15     | Crystal Kiang (6)   | Vlag van Taiwan           | 109.15 | 37.99 (18) | 071.16 (15) |
| 16     | Park yeon-jun       | Vlag van Zuid-Korea       | 106.79 | 39.78 (15) | 067.01 (18) |
| 17     | Melissa Bulanhagui  | Vlag van Filipijnen       | 106.36 | 38.58 (17) | 067.78 (17) |
| 18     | Lejeanne Marais (6) | Vlag van Zuid-Afrika      | 105.06 | 34.28 (19) | 070.78 (16) |
| 19     | Melinda Wang (6)    | Vlag van Taiwan           | 096.95 | 39.75 (16) | 057.20 (20) |
| 20     | Ami Parekh          | Vlag van India            | 088.39 | 30.07 (20) | 058.32 (19) |

| #      | naam (deelname)                               | land                      | punten | korte kür | vrije kür  |
| ------ | --------------------------------------------- | ------------------------- | ------ | --------- | ---------- |
| Goud   | Meagan Duhamel (5) Eric Radford (3)           | Vlag van Canada           | 199.18 | 70.44 (1) | 128.74 (2) |
| Zilver | Kirsten Moore-Towers (3) Dylan Moscovitch (3) | Vlag van Canada           | 196.78 | 66.33 (2) | 130.45 (1) |
| Brons  | Marissa Castelli (2) Simon Shnapir (2)        | Vlag van Verenigde Staten | 170.10 | 53.06 (3) | 117.04 (3) |
| 04     | Felicia Zhang Nathan Bartholomay              | Vlag van Verenigde Staten | 167.30 | 63.35 (4) | 114.32 (4) |
| 05     | Peng Cheng Zhang Hao (8)                      | Vlag van China            | 164.82 | 52.46 (5) | 112.36 (6) |
| 06     | Paige Lawrence (3) Rudi Swiegers (3)          | Vlag van Canada           | 162.30 | 48.76 (7) | 113.54 (5) |
| 07     | Wang Wenting Zhang Yan                        | Vlag van China            | 145.56 | 51.26 (6) | 094.30 (7) |
| 0-     | Alexa Scimeca Chris Knierim                   | Vlag van Verenigde Staten |        | t.z.t.    |            |

| #      | naam (deelname)                              | land                      | punten | korte kür  | vrije kür   |
| ------ | -------------------------------------------- | ------------------------- | ------ | ---------- | ----------- |
| Goud   | Meryl Davis (6) Charlie White (6)            | Vlag van Verenigde Staten | 187.36 | 74.68 (2)  | 112.68 (1)  |
| Zilver | Tessa Virtue (7) Scott Moir (7)              | Vlag van Canada           | 184.32 | 75.12 (1)  | 109.20 (2)  |
| Brons  | Madison Chock (3) Evan Bates (2)             | Vlag van Verenigde Staten | 160.42 | 65.44 (3)  | 094.98 (5)  |
| 04     | Maia Shibutani (3) Alex Shibutani (3)        | Vlag van Verenigde Staten | 159.97 | 63.26 (4)  | 096.71 (4)  |
| 05     | Piper Gilles Paul Poirier (3)                | Vlag van Canada           | 157.83 | 60.20 (5)  | 97.63 (3)   |
| 06     | Nicole Orford Thoms Williams                 | Vlag van Canada           | 139.10 | 53.70 (7)  | 085.40 (6)  |
| 07     | Cathy Reed (3) Chris Reed (3)                | Vlag van Japan            | 131.04 | 53.97 (6)  | 077.07 (7)  |
| 08     | Danielle O'Brien (6) Gregory Merriman (6)    | Vlag van Australië        | 123.88 | 48.81 (8)  | 075.07 (8)  |
| 09     | Yu Xiaoyang (11) Wang Chen (11)              | Vlag van China            | 108.82 | 43.17 (11) | 065.65 (9)  |
| 10     | Anna Nagornyuk (2) Viktor Kovalenko (2)      | Vlag van Oezbekistan      | 107.02 | 43.32 (10) | 063.70 (10) |
| 11     | Emi Hirai Marien dela Asuncion               | Vlag van Japan            | 105.56 | 44.72 (9)  | 060.84 (11) |
| 12     | Bryna Oi Taiyo Mizutani                      | Vlag van Japan            | 089.80 | 33.90 (12) | 055.90 (12) |
| 13     | Pilar Maekawa Moreno Leonardo Maekawa Moreno | Vlag van Mexico           | 085.02 | 33.73 (13) | 051.65 (13) |

1999 · 
2000 · 
2001 · 
2002 · 
2003 · 
2004 · 
2005 · 
2006 ·
2007 ·
2008 ·
2009 ·
2010 ·
2011 ·
2012 ·
2013 ·
2014 ·
2015 ·
2016 ·
2017 ·
2018 ·
2019 ·
2020 ·
2021 ·
2022
EK kunstschaatsen ·
WK kunstschaatsen ·
WK kunstschaatsen junioren ·
Olympische Spelen